# 1052 Belgica
1052 Belgica este un asteroid din centura principală, descoperit pe 15 noiembrie 1925, de Eugène Delporte.